# Улица Тургенева (Екатеринбург)

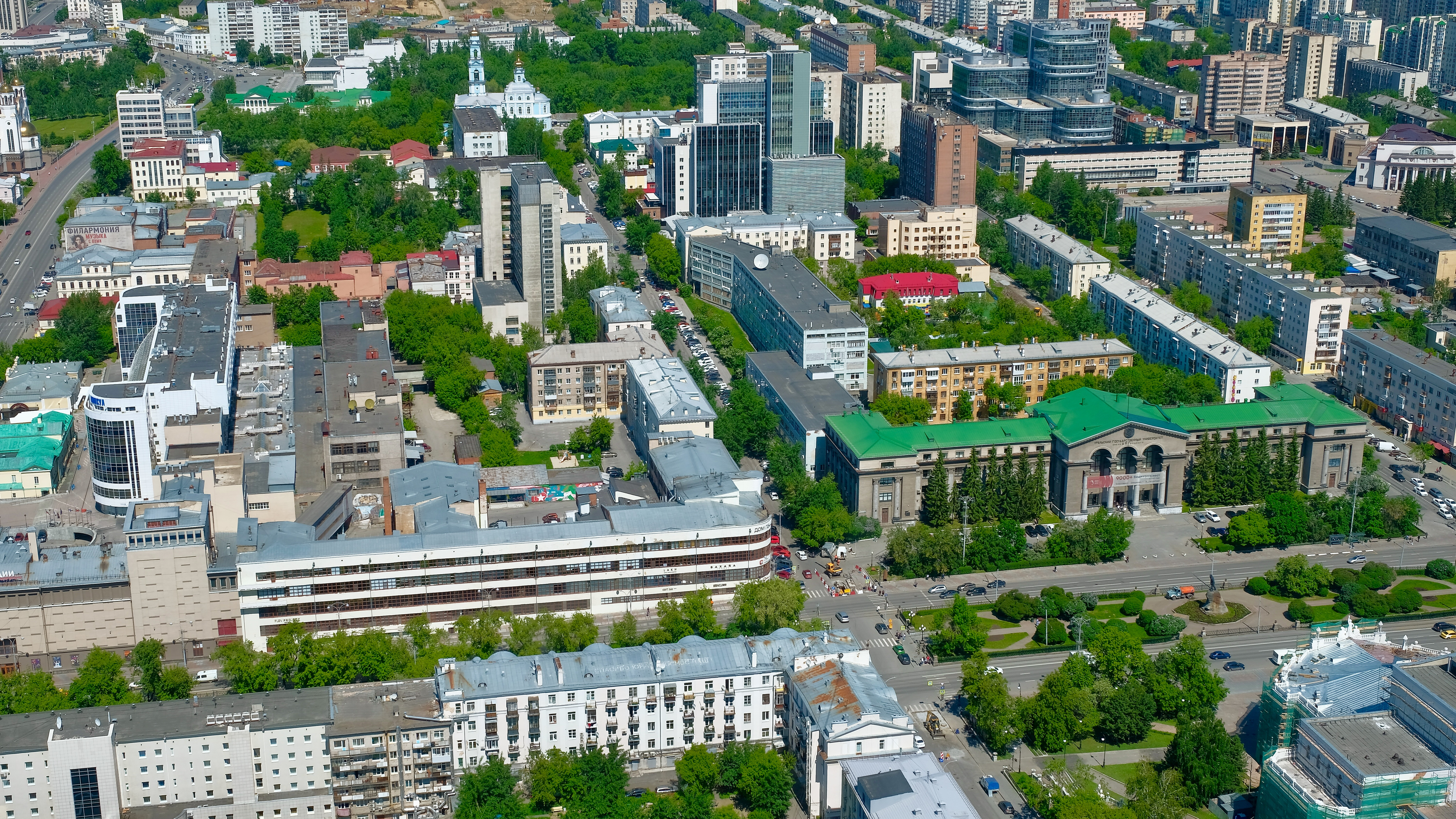
Вид с высоты, улица Тургенева в центре снимка

Улица Турге́нева (до 1917 года — Ве́рхне-Вознесе́нская улица) расположена между улицей Клары Цеткин и проспектом Ленина в Центральном жилом районе Екатеринбурга (Кировский административный район). Протяжённость улицы с севера на юг составляет около 550 м.

## История
Своё современное название улица получила в честь русского писателя Ивана Сергеевича Тургенева. В 1960-е годы застройка улицы имела нумерацию № домов 1—27 (нечётная сторона), 2—30 (чётная). На 2010 год дома улицы имеют нумерацию № 3—23 (нечётная сторона) и № 4—30 (чётная сторона).

## Достопримечательности
- Дом № 11 — портрет-памятник Екатерине I[2], в честь которой назван город (создан Монархической партией РФ). Жилой дом по заказу Уральского горнозаводского синдиката «Уралмет» (1925 г.) — один из первых памятников раннего конструктивизма в г. Свердловске. Архитектор Валенков, Георгий Павлович.
- Дом № 15 — Дом жилой, в котором жил И. З. Маклецкий, директор Екатеринбургского отделения Волжско-Камского банка, почётный гражданин города. Построен в конце XIX века, надстроен в 1930-х годах. Признан объектом культурного наследия[3].

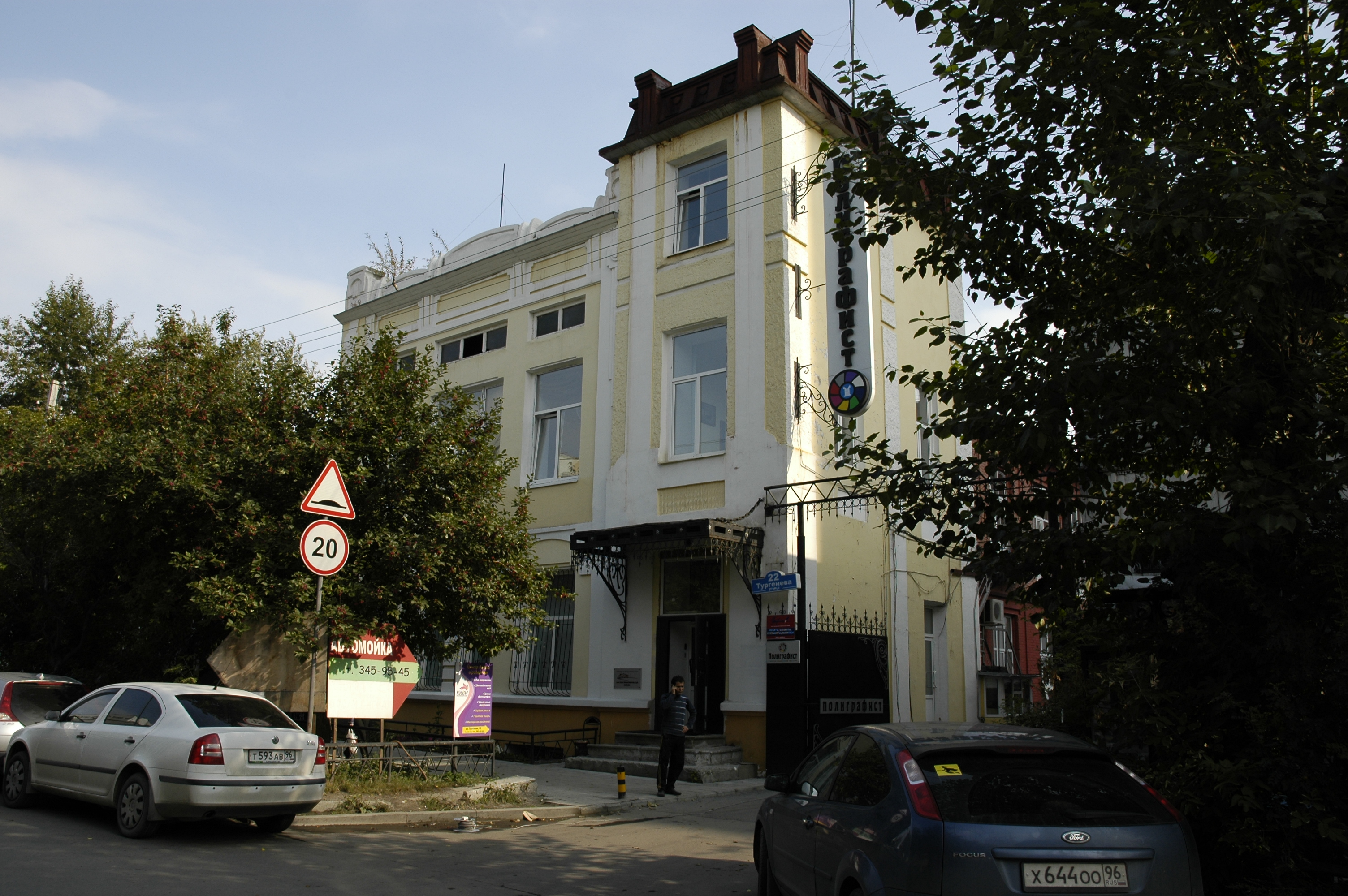
Дом № 22 в 2013 году

- Дом № 18 — Дом М. М. Крылова. Построен в начале XX века. Признан объектом культурного наследия[3].
- Дом № 20 — Дом Н. И. Маева. Построен в начале XX века. Признан объектом культурного наследия[3].
- Дом № 22 — Дом жилой. Построен в начале XX века. Признан объектом культурного наследия[3].
- Дом № 24 — Дом А. Н. Судакова. Построен в 1890-х годах. Признан объектом культурного наследия[3].
- Дом № 28 — Дом горного инженера И. И. Редикорцева. Построен в середине XIX века. Признан объектом культурного наследия[3].

## Транспорт
Автомобильное движение по улице одностороннее, от улицы Ленина в сторону улицы Первомайской. От улицы Первомайская до улицы Клары Цеткин движение двухстороннее.